# شهرستان آدامز (ویسکانسین)
شهرستان آدامز (به انگلیسی: Adams County) یک شهرستان در ایالات متحده آمریکا است که در ویسکانسین واقع شده‌است.

## خصوصیات
شهرستان آدامز ۱٬۷۸۴٫۵۱ کیلومترمربع مساحت دارد.